# Clerbaud Bergier
Clerbaud Bergier est négociant huguenot de La Rochelle, lieutenant du roi et administrateur de la Compagnie de la pêche sédentaire d'Acadie.

## Biographie

### Installation en Acadie
En 1680, Clerbaud Bergier s'embarqua de La Rochelle avec d'autres marchands huguenots pour faire voile vers la Nouvelle-France. Il débarqua en Acadie avec l'autorisation d'exploiter le commerce de la pêche.
Le 28 février 1682, il obtint une concession sur la côte de l’Acadie. Il installa sa compagnie de pêche de l'Acadie au fort de Chedabouctou situé au fond de la baie de Chedabouctou. Il repartit pour la France afin d'y rapporter des semences et aller quérir à Amsterdam, un nouveau navire pour la Compagnie d'Acadie. L'année suivante, en 1683, il débarqua en Acadie et il sema du blé, de l’avoine et de l’orge ; puis il planta des vignes et des arbres fruitiers à Chedabouctou. 

### Conflit et ascension de Bergier
En 1683, le gouverneur de l'Acadie, Michel Leneuf de La Vallière et de Beaubassin est nommé officiellement gouverneur de l'Acadie, charge qu'il assumait depuis 1678 sans en avoir le titre. Mais en 1684, ses démêlés avec le lieutenant du roi Clerbaud Bergier à propos de sa politique trop généreuse en faveur des permis de pêche donnés aux pêcheurs de Boston, provoque la révolte de pêcheurs acadiens. Clerbaud Bergier le fait savoir jusqu'à la Cour du Roi et Michel Leneuf de La Vallière est démis de ses fonctions de gouverneur et remplacé par François-Marie Perrot. Au contraire, le Conseil d’État autorisait la Compagnie de l’Acadie de Bergier à saisir les vaisseaux étrangers qui trafiquaient ou pêchaient le long de la côte acadienne. Par un décret du 14 avril 1684, Bergier fut nommé lieutenant pour le roi en Acadie pour une période de trois ans.

### Développement puis déclin
En 1685, accusé de trafic de fourrure, notamment avec les Anglais, il est remplacé comme lieutenant du roi par Charles Duret de Chevry de La Boulaye. Néanmoins la Compagnie d'Acadie  se développa et installa des sites de pêches sur l'Île Royale, aux îles de la Madeleine et sur la côte d'Acadie. Plus de 150 personnes travaillaient sur le site de Chedabouctou, dont plus de 80 pêcheurs. La compagnie développa également la traite de fourrure avec les peaux de castors exportées directement vers La Rochelle.
À partir de 1688 et les années suivantes, les razzias anglaises accompagnées de pillages des stocks et destructions des infrastructures vont mettre à mal la société de pêche de Bergier.
Après le traité de Ryswick en 1697, la Compagnie d'Acadie reprend son développement, mais l'activité n'était plus la même et périclita. En 1703, les biens de Clerbaud Bergier furent rapatriés en France.